# Hessisches Staatstheater Wiesbaden

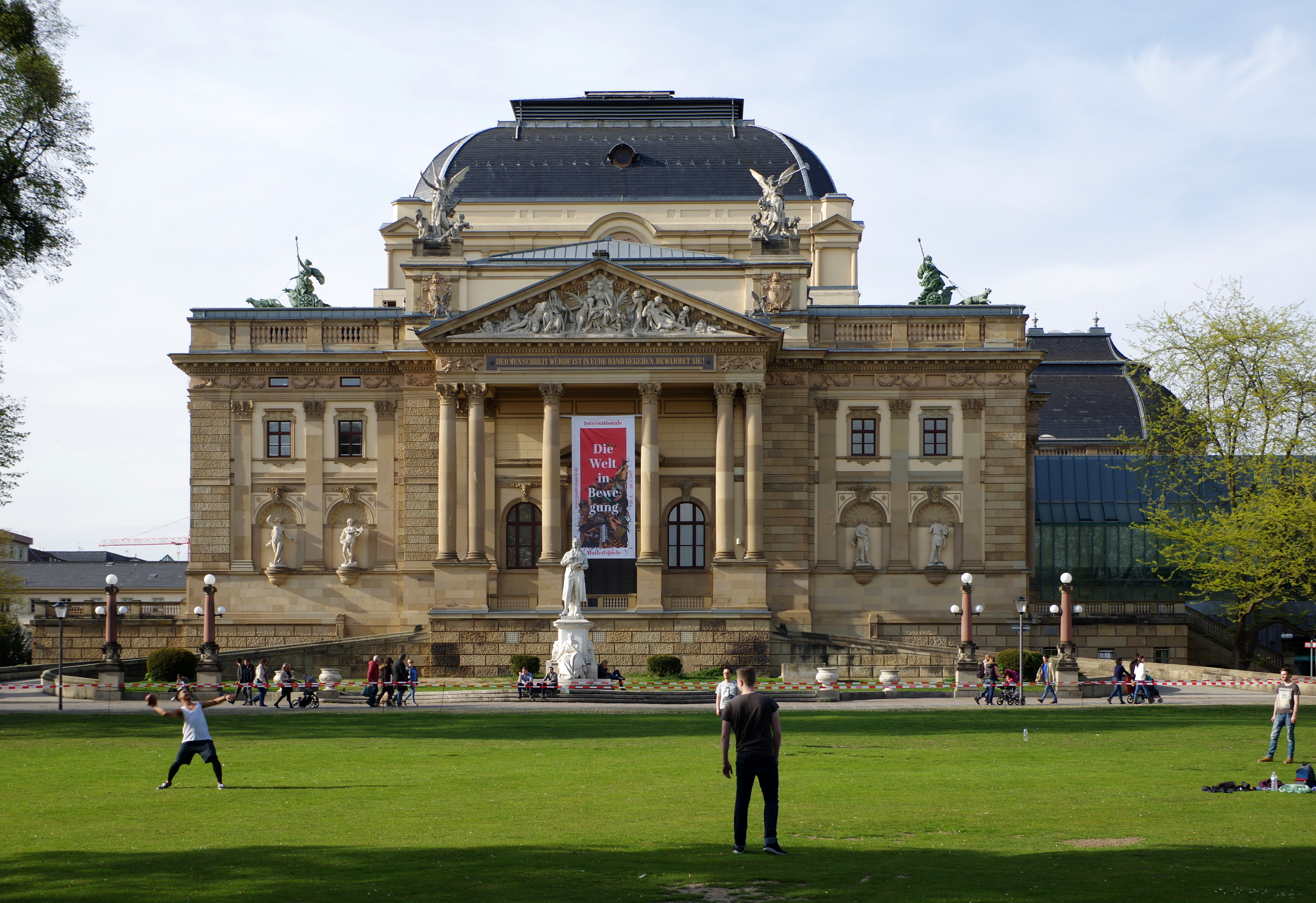
Hessisches Staatstheater Wiesbaden

Das Hessische Staatstheater Wiesbaden in der hessischen Landeshauptstadt Wiesbaden ist ein Fünf-Sparten-Theater. Das neubarocke Gebäude wurde 1892 bis 1894 durch den preußischen König und deutschen Kaiser Wilhelm II. vom Wiener Architekturbüro Fellner & Helmer als Königliches Theater errichtet. Es verfügt heute über die vier Bühnen Großes Haus (1.041 Plätze), Kleines Haus (328 Plätze), Studio (89 Plätze) und die externe Spielstätte Wartburg (154 Plätze, seit 2003) an der Schwalbacher Straße. Es hat ca. 600 Beschäftigte. Von August 2014 bis zum Januar 2024 war der Regisseur und Schauspieler Uwe Eric Laufenberg Intendant des Hessischen Staatstheaters. Ab der Spielzeit 2024/25 werden Dorothea Hartmann und Beate Heine eine Doppelspitze als Intendantinnen bilden.

## Geschichte

### Königliches Theater

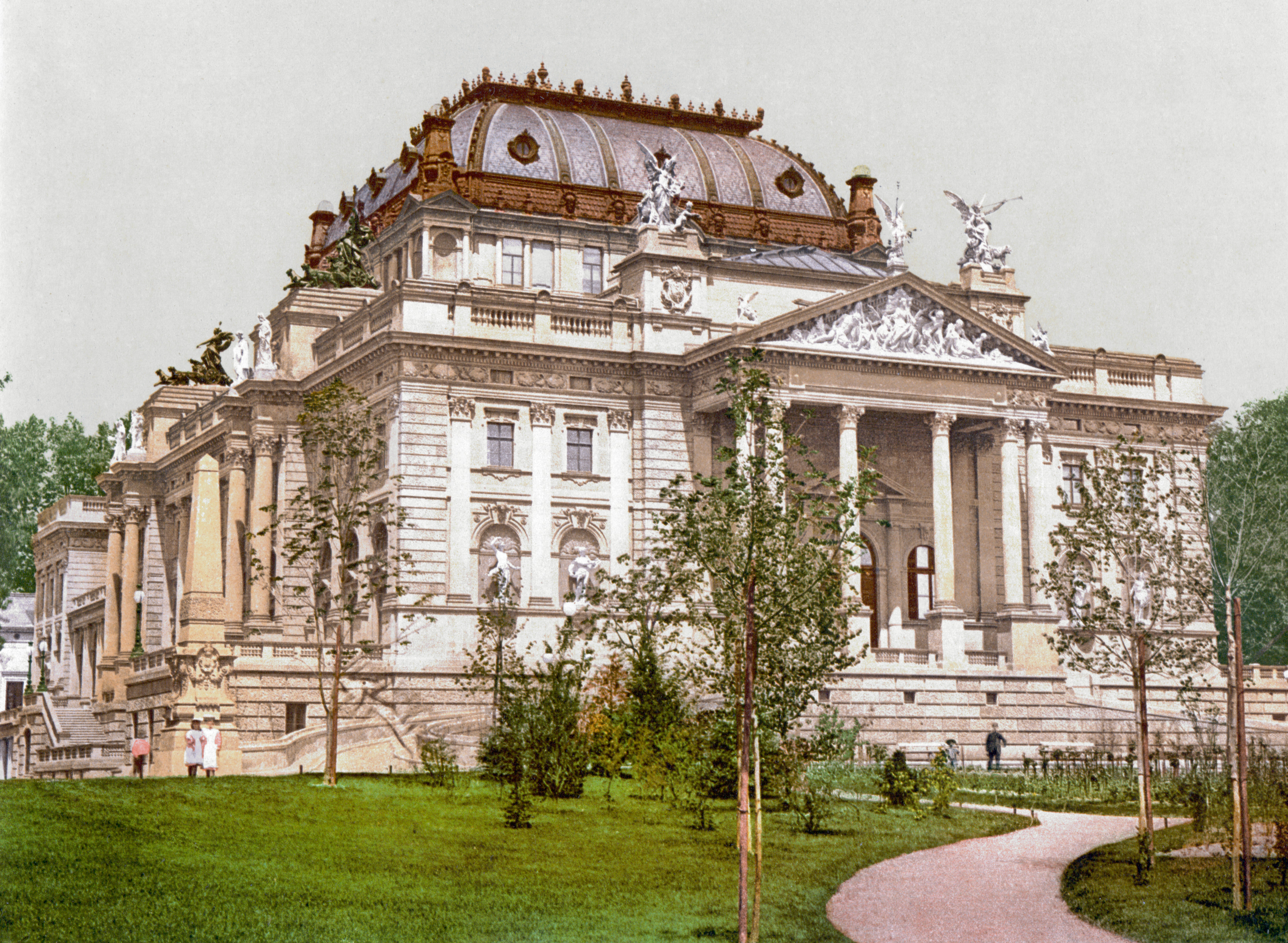
Königliches Theater, um 1900

Im Jahr 1827 eröffnete in unmittelbarer Nähe des Hotels Nassauer Hofs der Herzog von Nassau sein neues Hoftheater. Nach dem Übergang Nassaus an Preußen erwies es sich gegen Ende des 19. Jahrhunderts als baulich zu klein für die Repräsentationansprüche Wilhelms II., dem König von Preußen und Deutschen Kaiser.
Der Bau eines neuen Wiesbadener Theatergebäudes wurde als Königliches Theater maßgeblich durch Wilhelm II. initiiert und gefördert. Es wurden, nach einem beschränkten Architekturwettbewerb, zu dem neben Manfred Semper, einem Sohn des berühmten Gottfried Semper, auch Professor Georg Frentzen aus Aachen eingeladen wurde, die damals in ganz Europa bekannten Wiener Theaterarchitekten Ferdinand Fellner d. J. und Hermann Helmer engagiert, die das Gebäude 1892/1894 für 1,8 Mio. Goldmark im Stil des Neobarocks errichteten. Vorbilder für das neue Haus waren u. a. Theater in Prag, Wien und Zürich.
Am 16. Oktober 1894 konnte Wilhelm II. das neue Haus nach nur 22 Monaten Bauzeit feierlich eröffnen. Auf dessen Wunsch wurde auch 1902 an der Ostseite des ursprünglich achsensymmetrischen Theaters für 600.000 Mark ein Foyer angefügt, das die Pracht des Zuschauerraums noch übertraf. Ergänzt wurde diese erste Erweiterung durch eine Probebühne, den Malersaal und diverse Werkstätten an der Südseite der Kolonnaden. Gebaut hatte diese Bereiche der Wiesbadener Stadtbaumeister Felix Genzmer. Im Freistaat Preußen erfolgte 1918 die Umbenennung in Preußisches Staatstheater.
Am 18. März 1923 kam es zu einem Bühnenbrand, der u. a. die Kuppel des Bühnenturmes vollständig zerstörte. Die Kuppel wurde aus Kostengründen ohne die ursprünglich vorhandenen Verzierungen nur vereinfacht wieder aufgebaut und das Theater nach 9 Monaten am 20. Dezember 1923 wieder eröffnet. Die Trägerschaft wechselte nach der Spielzeit 1932 vom Land Preußen zur Stadt Wiesbaden. Damit verbunden war eine erneute Umbenennung in Nassauisches Landestheater. Im Jahr 1937/38 wurde im Zuge der Umgestaltung der beiden Kolonnaden bei der Theaterkolonnade der neobarocke Säulenportikus mit der von fünf Panthern gezogenen Streitwagenskulptur abgebrochen und zu einem klassizistischen Portikus umgestaltet.

### Hessisches Staatstheater

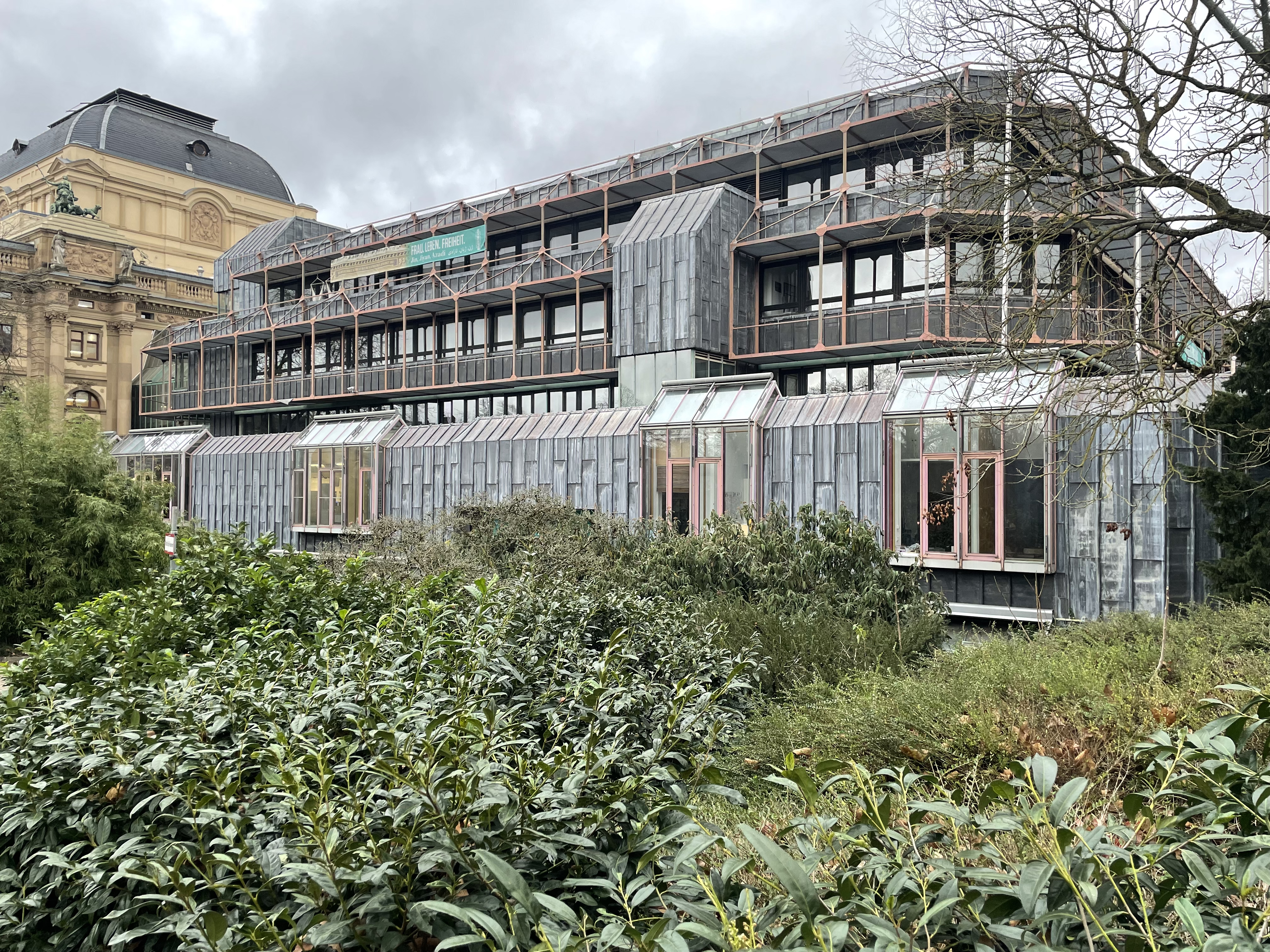
Anbau von 1978

Während des Zweiten Weltkrieges wurde in der Nacht vom 2. auf den 3. Februar 1945 die Nordseite des Theaters durch Bombentreffer schwer beschädigt. Den Bomben zum Opfer gefallen sind der Säulenportikus der Theaterkolonnade, die ursprünglich reich verzierte Kassenhalle, sowie die Decke des Zuschauerraums. Die beschädigten Gebäudeteile wurden in der Nachkriegszeit nur sehr vereinfacht wieder aufgebaut. Das Deckenbild des Zuschauerraums wurde in diesem Zusammenhang 1947 von dem bildenden Künstler JoKarl Huber (1902–1996) neu gestaltet.
Nach einem erneuten Wechsel der Trägerschaft zu dem neu geschaffenen Bundesland Hessen im Jahr 1946 und einer zeitweiligen Nutzung des Großen Hauses durch die US-Streitkräfte konnte der Spielbetrieb 1947 als Großhessisches Staatstheater und später als Hessisches Staatstheater Wiesbaden wieder aufgenommen werden. In der Spielzeit 1949/50 wurde das prunkvolle Foyer baulich vom Theater abgetrennt und zum Spielcasino umfunktioniert. Diese Trennung wurde zu den Maifestspielen 1956 wieder aufgehoben.
Von 1975 bis 1978 wurde der Zuschauerraum aufwendig saniert und teilweise nach historischem Vorbild rekonstruiert (Deckengemälde, Farbgebung, Stuckapplikationen etc.). Weiterhin wurde die Technik modernisiert und unter der Leitung des Architekten Hardt-Waltherr Hämer aus Berlin ein großer Anbau für Proberäume, Werkstätten, Intendanz und Verwaltung an der Südostecke des Theaters in Kontrast zum Altbau als Beton-Flachdachbau mit großen Glasfassaden und mit einer Bleiverkleidung ausgeführt. Die Außenansicht des Foyers ist seitdem bis auf das Dach den Blicken der Öffentlichkeit entzogen. Im Jahr 2002 wurde die Studio-Bühne umgebaut und erneuert, sowie der Zuschauerraum des Kleinen Hauses, welcher seither nur noch 285 Zuschauerplätze fasst. Durch ein Unwetter wurde am 11. Juli 2014 die tiefliegende Studio-Bühne und viele Werkstätten unter Wasser gesetzt.

## Architektur

### Äußeres

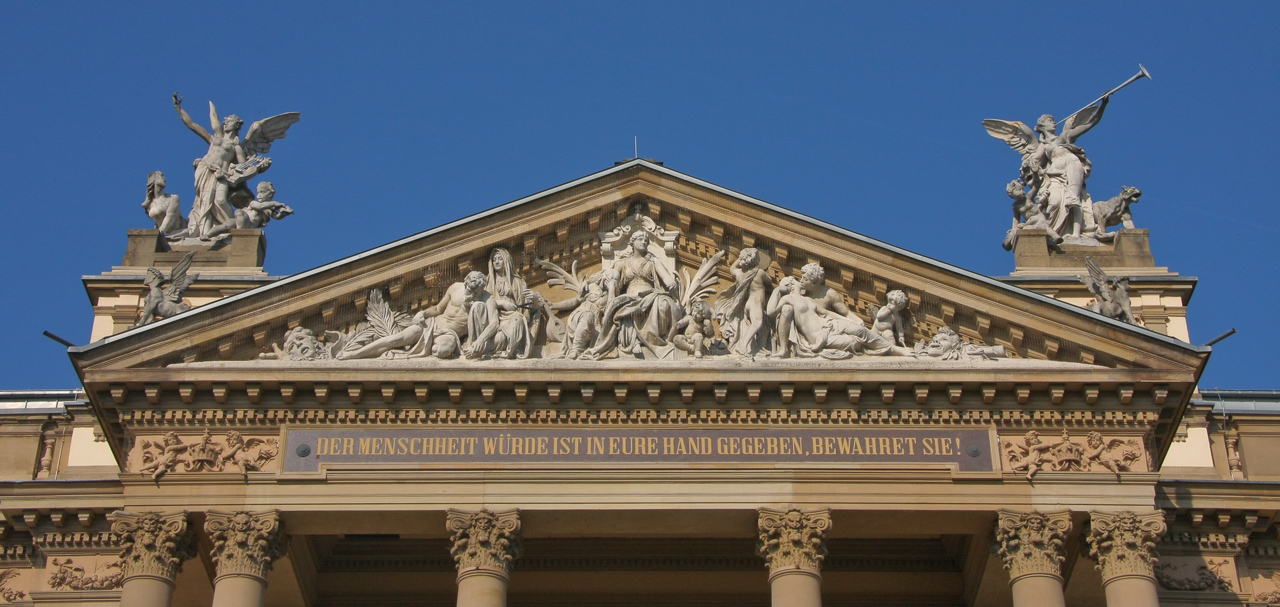
Giebel mit dem Schillerzitat „Der Menschheit Würde ist in Eure Hand gegeben. Bewahret sie!“

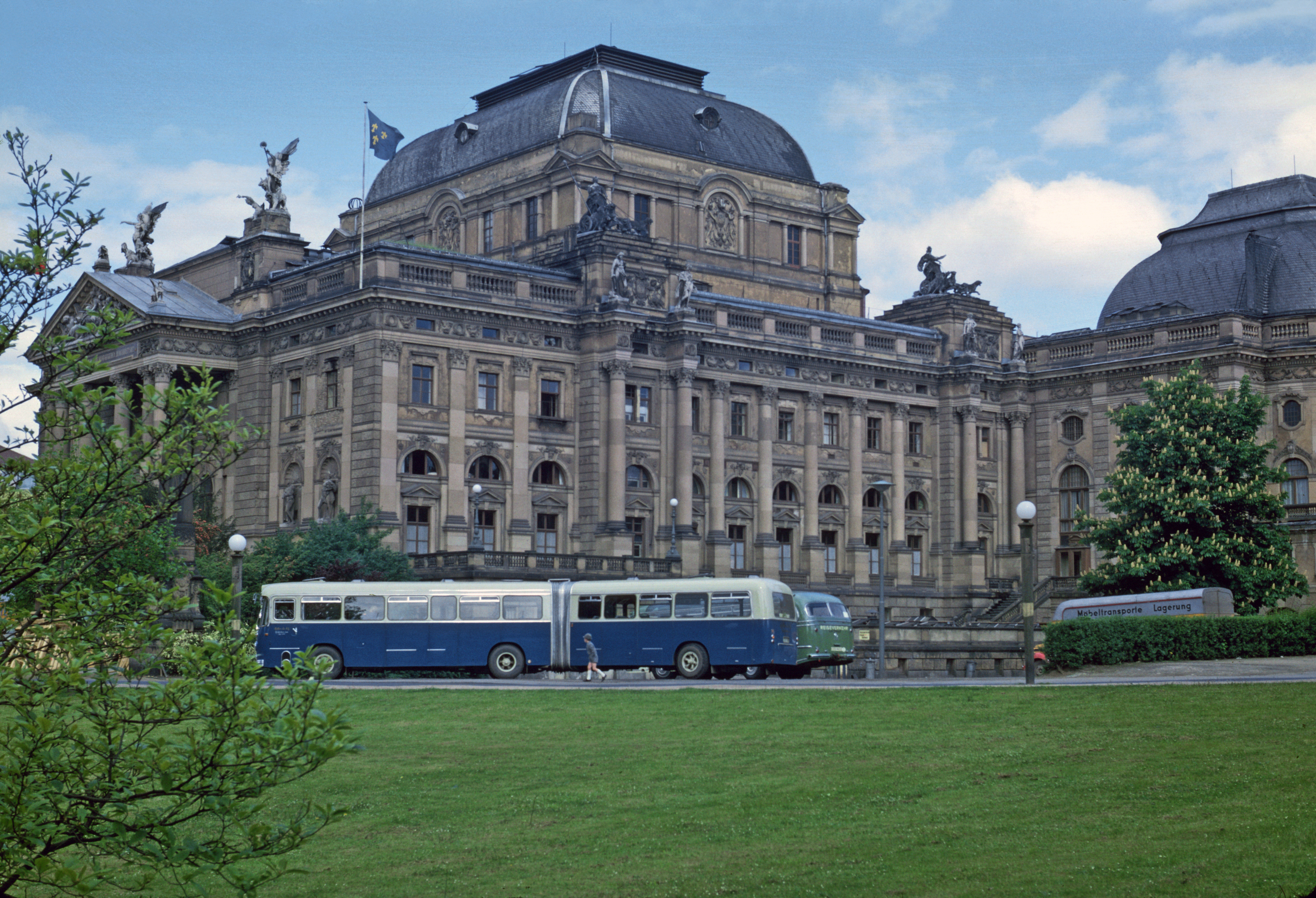
Das Staatstheater im Jahr 1962 von Südost ohne Werkstättenanbau

Das Wiesbadener Staatstheater wurde im neobarocken Stil errichtet. Der Haupteingang befindet sich in der Mitte der Theaterkolonnade, die zusammen mit der gegenüber liegenden Kurhauskolonnade das sogenannte Bowling Green flankieren. An der Stirnseite dieses Platzes befindet sich das Wiesbadener Kurhaus.
Die Rückseite des Theaters wurde als Schauseite ausgeführt. Hier befindet sich ein klassischer Säulenportikus mit einem aus Savonnières-Kalkstein geschaffenen Relief im Giebel, gestaltet von Professor Hermann Volz aus Karlsruhe. Die Giebel-Inschrift, welche erst 1905 angebracht wurde, zitiert aus Schillers Gedicht Die Künstler: „Der Menschheit Würde ist in Eure Hand gegeben. Bewahret sie!“ Das Giebelfeld zeigt in der Mitte sitzend die Kunst oder Poesie, zu ihrer Rechten lehnt die poetische, weibliche Verkörperung der Trauer, zu ihren Füßen spielt Scherz in Gestalt einer mit einer Narrenmütze bekleideten Putte. Die Gruppe links zeigt einen sterbenden Helden, halb auf dem Schoß der Parze liegend, die seinen Lebensfaden durchschneidet, was die Tragödie symbolisiert. Die Gruppe rechts zeigt das Lustspiel in Form eines sich küssenden Liebespaars, das von einem kleinen Amor belauscht wird, während ein schön gewachsener Faun ein Tamburin schlägt.
Die Giebelspitze bekrönte einst ein Genius, der eine Fackel hochhielt. Er wurde, wie die auf den Giebelschenkeln exponierten Sphinxe und die beiden vier Meter hohen Skulpturengruppen dahinter, vom Wiener Bildhauer Franz Vogel, einem Schüler des Bildhauers Edmund von Hellmer, modelliert. Bei der linken (westlichen) Skulpturengruppe ist die Muse der Musik mit Lyra, einer Sphinx und einem Knaben dargestellt. Beim östlichen Pendant bläst sie eine Posaune, trägt die Maske des Romus in der Hand und wird von einem Panther sowie einem Putto begleitet. Die Eckrisalite des Bühnenbaus werden von Quadrigen ähnlichen Panthergespannen überragt, die den figürlichen Hauptschmuck der Seitenfronten bilden. Geschaffen wurden die vier aus Zinkblech getriebenen, ursprünglich mit einer Kupferschicht überzogenen Gruppen von dem Berliner Bildhauer Prof. Gustav Eberlein. Sie zeigen in verschiedenen Varianten die den Thyrusstab schwingende Muse Euterpe in einem von drei Panthern gezogenen Streitwagen. Ein fünftes Gespann thronte bis 1945 auf dem zerstörten Eingangsportikus. Die vier zum Teil beschädigten Nischenfiguren der Südfassade unterhalb des Giebels stellen Drama, Gesang, Musik und Tanz dar. Sie wurden von dem Stuttgarter Bildhauer Theodor Bausch geschaffen.
Vor dem Portikus breitet sich ein Landschaftspark (Warmer Damm) aus. Ein von dem Bildhauer Joseph Uphues geschaffenes Denkmal des Dichters Friedrich Schiller steht seit 1905 direkt vor der nur der Ästhetik dienenden Auffahrt. Kaiser Wilhelm II. besaß eine eigene Einfahrt für seine Kutsche (die „Kaiserfahrt“), in der er seine Loge von der Wilhelmstraße durch den Keller direkt erreichen konnte. Das von dem der Loge vorgelagerten Empfangsraum zu erreichende Ankleidezimmer des Kaisers (heute ein Teil der Seitenbühne), wurde in seiner Ausstattung dem entsprechenden Raum der kaiserlichen Yacht Hohenzollern ganz genau nachgebildet.
Das Foyergebäude wurde von Felix Genzmer hinter der Theaterkolonnade an der Ostseite des Zuschauerhauses angebaut. Äußerlich passt es sich durch die Übernahme dekorativer Gestaltungselemente und durch die Sandsteinverkleidung der Fassade des Theaterbaues an. In ihm sind Längsachsen- und Zentralbau im Stil spätbarocker Architektur zusammengefasst. Die dreigeschossige Halle wird von einer überkuppelten Kappengewölbedecke überdacht und ist, mit Ausnahme der Ostseite von offenen Wandelgängen umgeben. Da diese ebenfalls an der Ostseite nur zweigeschossig ausgeführt wurden, konnte man hier zwei Aussichtsterrassen schaffen und der Halle auch Tageslicht zuführen.
Der Zugang zum Foyer erfolgt für die Besucher des Parketts und des ersten Ranges des Theaters direkt über die Umgänge. Die Besucher des zweiten Rangs hatten nur die Möglichkeit, durch die in die Stichkappen der Gewölbedecke eingelassenen halbrunden Öffnungen das Geschehen im Foyersaal von oben zu betrachten. Die Besucher des dritten Ranges hatten gemäß den hierarchischen Regeln der damaligen Zeit keinen Zugang bzw. Einblick in das Foyer. An der Westseite der Halle führt eine prunkvolle doppelläufige geschwungene Treppenanlage vom Austritt des ersten Ranges in das Erdgeschoss. Über der Treppe ist ein mit der Königskrone und dem preußischen Adler versehener roter Baldachin angebracht. Links und rechts davon liegen zwei den Frieden und den Ruhm darstellende Frauengestalten, die der Krone Palmwedel und Lorbeerkranz entgegenhalten.

### Inneres

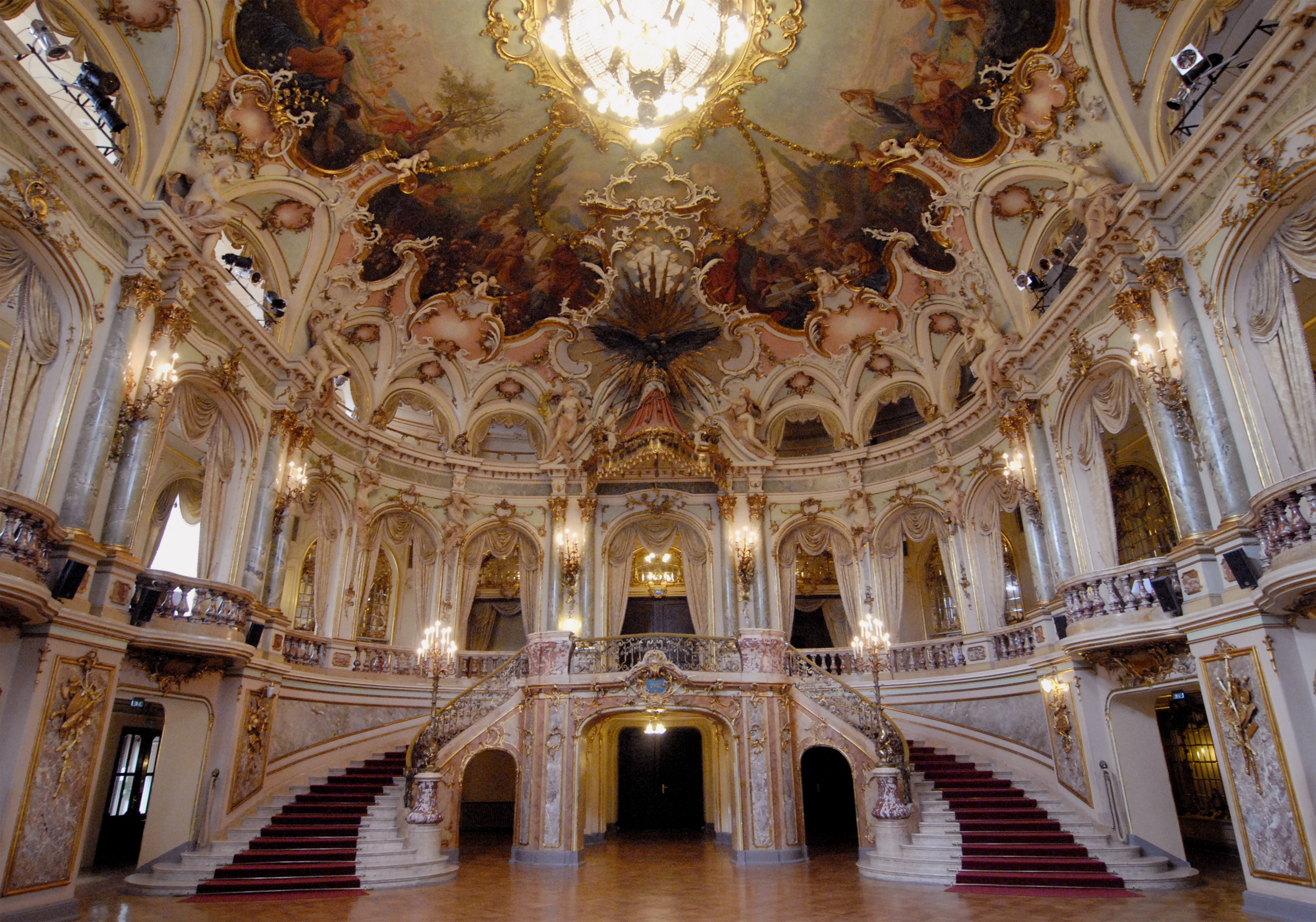
Foyer

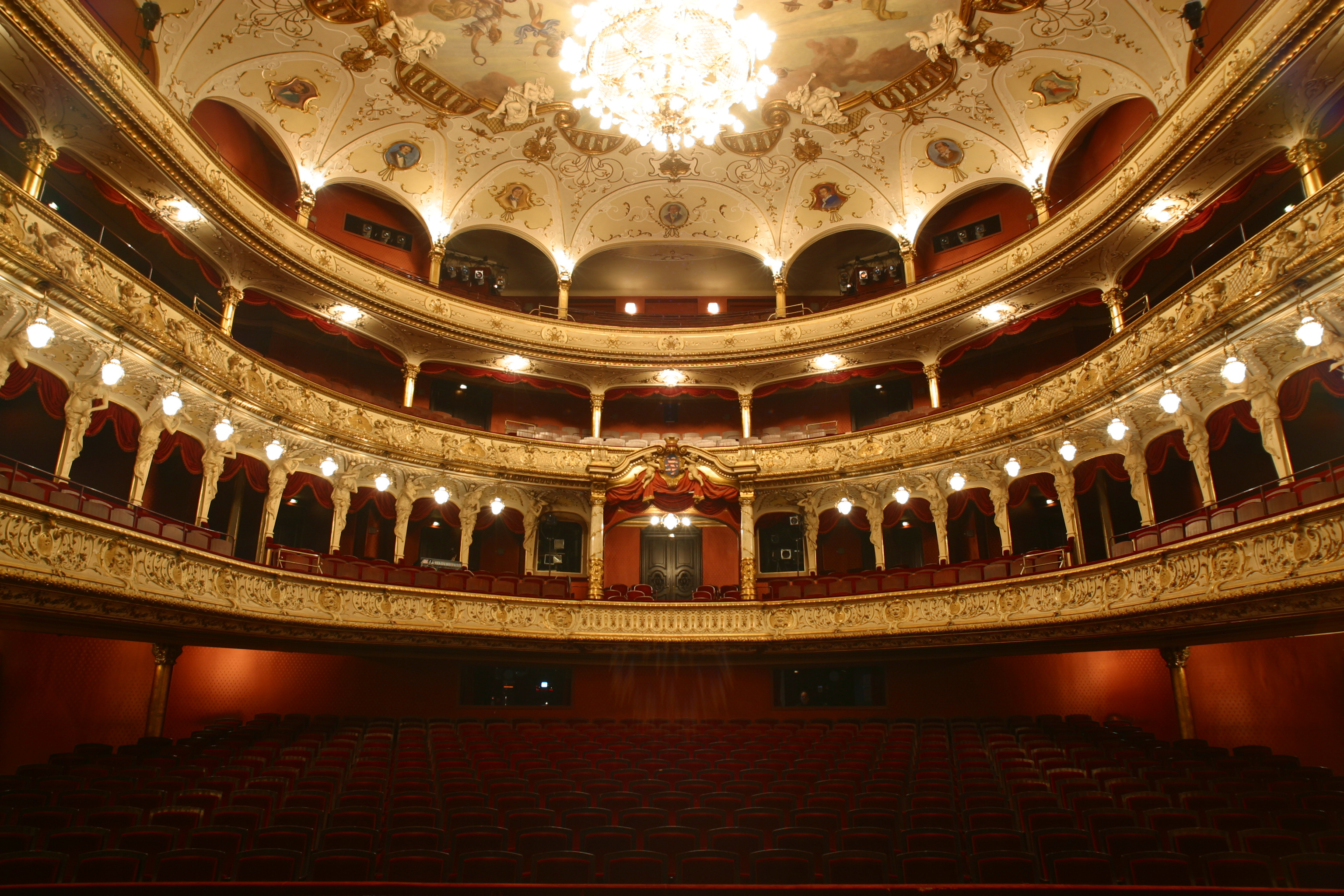
Zuschauersaal

Das in Öl auf Leinwand angelegte Deckengemälde der Gewölbedecke hat die Beglückung und Erhebung der Menschheit durch die vom Himmel hinabsteigende Kunst zum Inhalt. In der Mitte des von Rokokostuck umsäumten Gemäldes ist eine ovale Kristallleuchterschale angebracht, von der vergoldete stuckierte Lorbeergebinde ausgehen, die das Gemälde in einzelne Abschnitte aufteilen. Das Hauptbild über dem Buffet zeigt die Kunst als weibliche Gestalt, mit einer blumengeschmückten Leier am Himmel erscheinend. Sie ist von Blumen streuenden Putten umgeben. In den anschließenden Bildern links und rechts davon eilen die Menschen in griechischer Tracht gekleidet der Kunst entgegen bzw. haben ihr einen Altar errichtet. In den darauf folgenden Bildern sind die Versinnbildlichungen von Schauspiel, Musik und Tanz zu erkennen und in den Schlussbildern die bildenden Künste wie Bildhauerei, Malerei und Architektur.
Die Deckengemälde in Zuschauerraum und Foyer schuf der Wiesbadener Maler Kaspar Kögler, der für seine Leistungen mit dem Roten-Adler-Orden 4. Klasse ausgezeichnet wurde. Die Deckenmalereien im Zuschauerraum bestehen aus zwei Bildern, einem kleinen über der Bühnenöffnung und dem großen Plafond, in dessen Mitte sich die Kronleuchteröffnung befindet.
Das kleine Bild stellt die entfesselte aufschwebende Phantasie dar, das große Bild enthält eine die Stadt Wiesbaden charakterisierende Allegorie. Rechts sitzt auf einem Brunnenaufbau, der, an die nassauischen Zeiten erinnernd, von der alten Marktbrunnensäule mit dem Löwen überragt ist, eine Frauengestalt mit rosenumkränzter Mauerkrone auf dem Haupt und einen Lilienzweig in der Hand. Vor ihr, aus dem Brunnen entqualmenden Dampfwolken schwebt die Nymphe des Brunnens, zwei ihr zustrebenden Kindern die dampfende Schale reichend. Ein darüber schwebender Knabe mit einem Waldstrauß, Waidhorn und Armbrust erinnert an die Wälder Wiesbadens und Umgebung. Dann schließen sich auf Wolken die Künste an, vor allem die Musik, dann Schauspiel und Tanz und auf der gegenüberliegenden Seite die Malerei und Architektur. Unter diesen befindet sich eine Putte mit geschichtlichem Emblem: ein römisches Feldzeichen und die deutsche Kaiserkrone. Darunter, gegenüber der Brunnengruppe grüßt der Rheingott zur Stadt. Neben ihm sitzt eine verschleierte, mit Efeu bekränzte Frauengestalt, welche die Sage darstellt. Über dem Ganzen schwebt ein Adler mit ausgespannten Flügeln und der preußischen Krone auf dem Kopf, welcher einen Genius trägt, was als Versinnbildlichung der Protektorschaft des Königs über das Theater im speziellen und der Stadt Wiesbaden im weiteren Sinne zu verstehen ist.
Das Deckenbild, aus dem der Rheingott und zahlreiche Putten plastisch herausragen, fasst ein ausgeschweifter Barockrahmen ein. Vervollständigt wird das Plafond durch die wiederhergestellten Medaillons in den Stichkappen. Die Bildnisse zeigten ursprünglich die Musiker Wagner, Beethoven, Mozart, Weber und Gluck, die Schriftsteller Shakespeare, Goethe, Schiller, Gotthold Ephraim Lessing und Molière, sowie die Büste Apollos. An der wiederhergestellten Decke sind nur noch Opernkomponisten porträtiert.  
Ein Originalausstattungsteil ist der 6 m hohe, 4,80 m breite und ca. 900 kg schwere Kronleuchter in der Deckenmitte. Es handelt sich um einen im Neobarockstil aus vergoldetem Messing gefertigten Lüster mit 121 Brennstellen und prismatisch geschliffenen Gläsern im Unterkorb.

## Theaterbetrieb

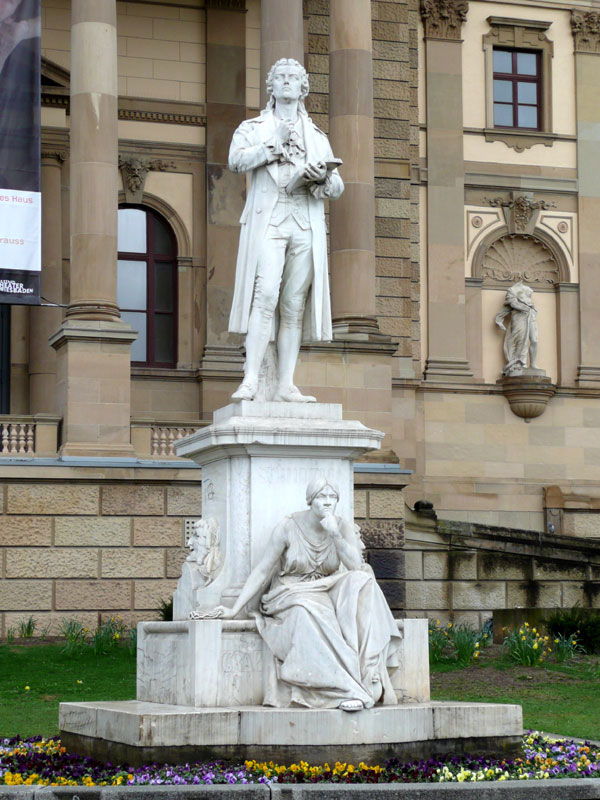
Schillerdenkmal vor dem Staatstheater

Pro Jahr gibt es mehr als 30 Neuinszenierungen in Oper, Schauspiel und Ballett. Es wird von klassischen Werken über Stücke der dramatischen Gegenwartsliteratur bis zum modernen Musiktheater alles angeboten. Mehr als vier Vorstellungen können pro Tag gegeben werden, da alle vier Bühnen parallel und manchmal auch zwei Mal am Tag bespielt werden können. In der Spielzeit 2007/8 erhielt das Staatstheater Wiesbaden 27,5 Millionen Euro öffentlicher Mittel und konnte 5,3 Millionen Euro einnehmen.
Die Ballettsparte wird vom Hessischen Staatsballett abgedeckt; es teilt sich – im Wechsel mit Gastspielen von Ensembles aus aller Welt – die Bühnen der Staatstheater in Wiesbaden und Darmstadt. Ballettdirektor ist seit Gründung des Balletts im Jahr 2014 der Choreograf Tim Plegge; das Amt geht zur Spielzeit 2020/21 an Bruno Heynderickx über, der bislang als Kurator des Hessischen Staatsballett tätig war.
Im Mai jeden Jahres finden die Internationalen Maifestspiele statt. Alle zwei Jahre wird das internationale Festival Biennale Wiesbaden veranstaltet; für 2016 wurde dafür von den Kuratoren Martin Hammer und Maria Magdalena Ludewig († 31. Dezember 2018) ein neues Konzept entwickelt.
In einem Akt der Völkerverständigung unterstützte das Wiesbadener Staatstheater im November 2021 den allmählichen Neubeginn der irakischen Theaterszene in Bagdad, in dem man mit einer eigenen Inszenierung der Daniel-Kehlmann-Adaption Tyll zum 2. Baghdad International Theater Festival fuhr. Die Szenen über die Gräuel und Verwüstungen des europäischen Dreißigjährigen Kriegs trafen beim dortigen, sehr theaterbegeisterten Publikum, das selbst viele Kriegstraumata und -folgen kannte, auf große Resonanz. Am Ende wurde die Inszenierung unerwartet sogar mit dem Hauptpreis des Festivals für die Beste Aufführung ausgezeichnet.

### Intendanz
Von August 2014 bis Januar 2024 war der Regisseur und Schauspieler Uwe Eric Laufenberg Intendant des Hessischen Staatstheaters. Er war zuvor als Intendant am Hans Otto Theater in Potsdam (2004 bis 2009) und der Oper Köln (2009 bis 2012) tätig, wo er nach einem Konflikt mit der Stadt ausschied. Zu Beginn seines Engagements in Wiesbaden entzündete sich an seiner Entscheidung, zwei jahrzehntelang unverändert aufgeführte Inszenierungen abzusetzen, eine öffentliche Kontroverse. Im September 2021 kündigte er in einem offenen Brief an, seinen bis 2023/24 laufenden Vertrag nicht verlängern zu wollen. Der frisch-ernannte hessische Kulturminister Timon Gremmels beendete die Intendanz kurzfristig in Absprache mit Laufenberg am 22. Januar 2024.

#### Intendanten des Wiesbadener Staatstheaters
- Carl von Schirach (1933 bis 1943)
- Friedrich Schramm (1953 bis 1962)[10]
- Claus Helmut Drese (1962 bis 1968)
- Alfred Erich Sistig (1968 bis 1975)
- Peter Ebert (1975 bis 1978)
- Christoph Groszer (1978 bis 1986)
- Claus Leininger (1986 bis 1994)
- Arnold Petersen (1994 bis 1996)
- Achim Thorwald (1996 bis 2002)
- Manfred Beilharz (2002 bis Juli 2014)
- Uwe Eric Laufenberg (August 2014 bis Januar 2024)
- Dorothea Hartmann und Beate Heine (seit August 2024)[11]

### Generalmusikdirektoren seit 1945
- Ljubomir Romansky (1945–1948)
- Ludwig Kaufmann (1949–1952 musikal. Oberleiter)
- Karl Elmendorff (1953–1955, zuvor schon 1933–1936)
- Arthur Apelt (1956–1958)
- Wolfgang Sawallisch (1959–1960)
- Heinz Wallberg (1961–1973)
- Siegfried Köhler (1974–1988)
- Ulf Schirmer (1988–1991)
- Oleg Caetani (1992–1995)
- Toshiyuki Kamioka (1996–2004)
- Marc Piollet (2004–2012)
- Zsolt Hamar (2012–2017)
- Patrick Lange (2017–2022)
- Leo McFall (ab 2024)

### JUST – Junges Staatstheater
Das Hessische Staatstheater Wiesbaden bietet auch jungen Menschen ein breites Spektrum an Inszenierungen. Alle Produktionen der verschiedenen Sparten für das junge Publikum sind im JUST zu finden. Die Junge Oper, das Junge Schauspiel, das Junge Konzert, das Junge Ballett, sowie das Junge Staatsmusical und die verschiedenen Theaterclubs sind im JUST zu Hause.
Das Junge Staatsmusical (bis zum Ende der Spielzeit 2013/15 'Jugendclub-Theater') bietet talentierten Jugendlichen die Möglichkeit, sich im Theater auszuprobieren und wurde 1988 durch den damaligen Chefdramaturgen des Schauspiels, Michael Schlicht, gegründet. Die Produktionen des Jungen Staatsmusicals werden stets von einer Liveband begleitet. Aus der Einrichtung sind mehrere Jungschauspieler hervorgegangen, die, meist nach einem entsprechenden Studium, auch in größeren Film-, Fernseh- und Musicalproduktionen außerhalb des Hessischen Staatstheaters in Erscheinung getreten sind. Hierzu gehören unter anderen Jörg Neubauer (u. a. an den Vereinigten Bühnen Wien), Trystan Pütter (u. a. in Hilde), Britta Hammelstein (Der Baader Meinhof Komplex), Nathalie Schott (u. a. durchgehende Rolle in Um Himmels Willen) und Jasna Fritzi Bauer (Ein Tick anders). Der Jugendclub hat sich in den über 20 Jahren seines Bestehens unter der Leitung von Frank Schuster (1988–1990), Reinhardt Friese (1990–2000) und Iris Limbarth (seit 2000) zur festen Institution in der Jugendtheaterszene entwickelt.
Ein Bestandteil des JUST ist auch die Abteilung der Theaterpädagogik, die den Bereich der Theatervermittlung und die partizipativen Angebote des Staatstheater seit 2016 kontinuierlich ausbaut.